# Пєтухов Михайло Васильович
Михайло Васильович Пєтухо́в (нар. 21 травня 1950, Ташкент) — український артист балету; народний артист УРСР з 1984 року.

## Біографія
Народився 21 травня 1950 року в місті Ташкенті (тепер Узбекистан). 1968 року закінчив Київське хореографічне училище (клас Володимира Денисенка), відтоді в Одеському театрі опери і балету (деякий час займав посаду головного хореографа театру).

## Творчість
Виконав партії:
- Ельф («Дюймовочка» Юхима Русинова);
- Вронський, Іванушка («Анна Кареніна», «Горбоконик» Родіона Щедріна);
- Зігфрід, Дезіре («Лебедине озеро», «Спляча красуня» Петра Чайковського);
- Альберт («Жізель» Адольфа Шарля Адама);
- Базиль («Дон Кіхот» Людвіга Мінкуса);
- Арбенін, Спартак («Маскарад», «Спартак» Арама Хачатуряна).

Також виконав провідні партії в балетах «Баядерка», «Сильфіда», «Ромео і Джульєтта», «Гамлет», «Вальси», «Война і мир», «Пустотливі частівки».
Гастролював у Фінляндії, Китаї, Іспанії, Угорщині, Канаді, Португалії, Болгарії, В'єтнамі, Єгипті та інших країнах. 